# Equações de campo de Einstein
Na teoria da relatividade geral, as equações de campo de Einstein (também conhecidas como equações de Einstein) relacionam a geometria do espaço-tempo à distribuição de matéria dentro dele.
As equações foram publicadas por Albert Einstein em 1915 na forma de uma equação tensorial que relacionava a curvatura do espaço-tempo local (expressa pelo tensor de Einstein) com a energia, momento e tensão locais dentro desse espaço-tempo (expressos pelo tensor de estresse e energia).
Analogamente à maneira como os campos eletromagnéticos são relacionados à distribuição de cargas e correntes por meio das equações de Maxwell, as equações de campo de Einstein relacionam a geometria do espaço-tempo à distribuição de massa e energia, momento e estresse, ou seja, elas determinam o tensor métrico do espaço-tempo para um determinado arranjo de estresse, energia e momento no espaço-tempo. A relação entre o tensor métrico e o tensor de Einstein permite que as equações de campo de Einstein sejam escritas como um conjunto de equações diferenciais parciais que não são lineares quando usadas dessa maneira. As soluções das equações de campo de Einstein são os componentes do tensor métrico. As trajetórias inerciais de partículas e radiação (geodésicas) na geometria resultante são então calculadas usando a equação geodésica.
Além de implicar conservação de energia e momento local, as equações de campo de Einstein reduzem-se à lei da gravitação de Newton no limite de um campo gravitacional fraco e velocidades muito menores que a velocidade da luz.
Soluções exatas para as equações de campo de Einstein só podem ser encontradas sob suposições simplificadoras, como simetria. Classes especiais de soluções exatas são mais frequentemente estudadas, pois modelam muitos fenômenos gravitacionais, como buracos negros rotativos e o universo em expansão. Uma simplificação adicional é alcançada ao aproximar o espaço-tempo como tendo apenas pequenos desvios do espaço-tempo plano, levando às equações de campo de Einstein linearizadas. Essas equações são usadas para estudar fenômenos como ondas gravitacionais.

## Forma matemática

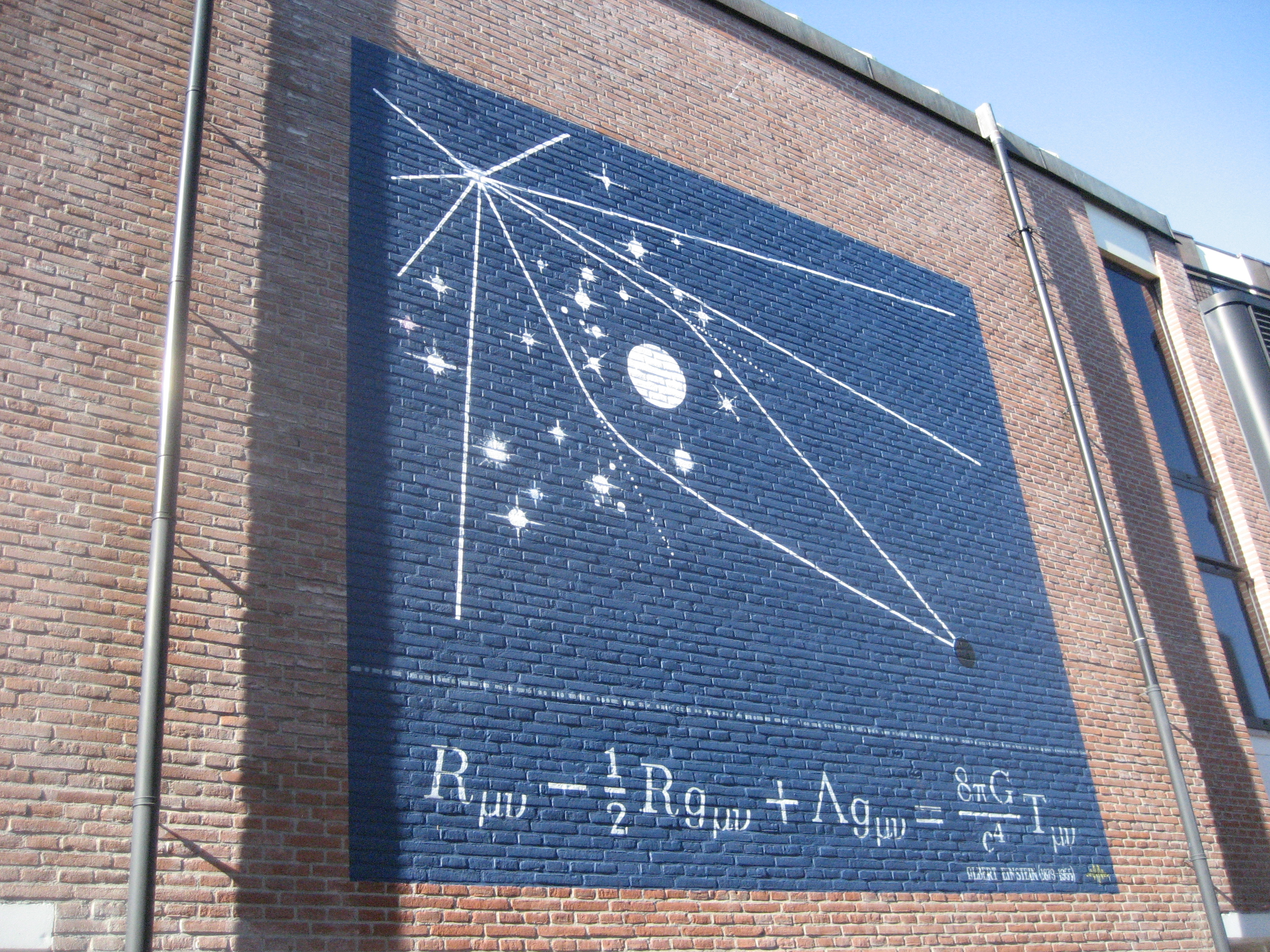
As equações de campo de Einstein na parede do Rijksmuseum Boerhaave em Leiden, Holanda

As equações de campo de Einstein podem ser escritas na forma
{\displaystyle G_{\mu \nu }+\Lambda g_{\mu \nu }=\kappa T_{\mu \nu }}
onde Gμν é o tensor de Einstein, gμν é o tensor métrico, Tμν é o tensor de estresse e energia, Λ é a constante cosmológica e κ é a constante gravitacional de Einstein.
O tensor de Einstein é definido como
{\displaystyle G_{\mu \nu }=R_{\mu \nu }-{\frac {1}{2}}Rg_{\mu \nu }}
onde  Rμν é o tensor de curvatura de Ricci, e R é a curvatura escalar. Este é um tensor simétrico de segundo grau e sem divergência que depende apenas do tensor métrico e de suas primeira e segunda derivadas.
A constante gravitacional de Einstein é definida como
{\displaystyle \kappa ={\frac {8\pi G}{c^{4}}}\approx 2,07665\times 10^{-43}\,{\textrm {N}}^{-1},}
onde G é a constante newtoniana da gravitação e c é a velocidade da luz no vácuo.
As equações de campo de Einstein podem, portanto, também ser escritas como
{\displaystyle R_{\mu \nu }-{\frac {1}{2}}Rg_{\mu \nu }+\Lambda g_{\mu \nu }=\kappa T_{\mu \nu }}
Em unidades padrão, cada termo à esquerda tem dimensão de grandeza de L−2.
A expressão à esquerda representa a curvatura do espaço-tempo conforme determinado pela métrica; a expressão à direita representa o conteúdo de tensão, energia e momento do espaço-tempo. As equações de campo de Einstein podem então ser interpretadas como um conjunto de equações que ditam como a tensão, a energia e o momento determinam a curvatura do espaço-tempo.
Essas equações formam o núcleo da formulação matemática da relatividade geral. Elas implicam prontamente a equação geodésica, que determina a liberdade de movimento dos objetos de teste em queda livre no espaço-tempo.
As equações de campo de Einstein são uma equação tensorial que relaciona um conjunto de tensores simétricos 4 × 4. Cada tensor tem 10 componentes independentes. As quatro identidades de Bianchi reduzem o número de equações independentes de 10 para 6, deixando a métrica com quatro graus de liberdade de fixação de gauge, que correspondem à liberdade de escolher um sistema de coordenadas.
Embora as equações de campo de Einstein tenham sido inicialmente formuladas no contexto de uma teoria quadridimensional, alguns teóricos exploraram suas consequências em n dimensões. As equações em contextos fora da relatividade geral ainda são chamadas de equações de campo de Einstein. As equações de campo do vácuo (obtidas quando Tμν é zero em todos os lugares) definem variedades de Einstein.
As equações são mais complexas do que parecem. Dada uma distribuição especificada de matéria e energia na forma de um tensor de tensão e energia, as equações de campo de Einstein são entendidas como equações para o tensor métrico gμν, uma vez que tanto o tensor de Ricci quanto a curvatura escalar dependem da métrica de uma maneira que não é linear complicada. Quando totalmente escritas, as equações de campo de Einstein são um sistema de dez equações diferenciais parciais hiperbólicas-elípticas que não são lineares acopladas.

### Convenção de sinais
A forma acima das equações de campo de Einstein é o padrão estabelecido por Misner, Thorne e Wheeler (MTW). Os autores analisaram as convenções existentes e as classificaram de acordo com três sinais ([S1] [S2] [S3]):
{\displaystyle {\begin{aligned}g_{\mu \nu }&=[S1]\times \operatorname {diag} (-1,+1,+1,+1)\\[6pt]{R^{\mu }}_{\alpha \beta \gamma }&=[S2]\times \left(\Gamma _{\alpha \gamma ,\beta }^{\mu }-\Gamma _{\alpha \beta ,\gamma }^{\mu }+\Gamma _{\sigma \beta }^{\mu }\Gamma _{\gamma \alpha }^{\sigma }-\Gamma _{\sigma \gamma }^{\mu }\Gamma _{\beta \alpha }^{\sigma }\right)\\[6pt]G_{\mu \nu }&=[S3]\times \kappa T_{\mu \nu }\end{aligned}}}
O terceiro sinal acima está relacionado à escolha da convenção para o tensor de Ricci:
{\displaystyle R_{\mu \nu }=[S2]\times [S3]\times {R^{\alpha }}_{\mu \alpha \nu }}
Com essas definições, Misner, Thorne e Wheeler se classificam como (+ + +), enquanto Weinberg (1972) é (+ − −), Peebles (1980) e Efstathiou et al. (1990) são (− + +), Rindler (1977), Atwater (1974), Collins Martin & Squires (1989) e Peacock (1999) são (− + −).
Autores incluindo Einstein usaram um sinal diferente em sua definição para o tensor de Ricci, o que resulta no sinal da constante no lado direito sendo negativo:
{\displaystyle R_{\mu \nu }-{\frac {1}{2}}Rg_{\mu \nu }-\Lambda g_{\mu \nu }=-\kappa T_{\mu \nu }}
O sinal do termo cosmológico mudaria em ambas as versões se a convenção de sinal métrico (+ − − −) fosse usada em vez da convenção de sinal métrico de Misner, Thorne e Wheeler (MTW) (− + + +) adotada aqui.

### Formulações equivalentes
Tomando o traço em relação à métrica de ambos os lados das equações de campo de Einstein obtém-se
{\displaystyle R-{\frac {D}{2}}R+D\Lambda =\kappa T}
onde D é a dimensão do espaço-tempo. Resolvendo para R e substituindo isso nas equações de campo de Einstein originais, obtém-se a seguinte forma "traço revertido" equivalente:
{\displaystyle R_{\mu \nu }-{\frac {2}{D-2}}\Lambda g_{\mu \nu }=\kappa \left(T_{\mu \nu }-{\frac {1}{D-2}}Tg_{\mu \nu }\right)}
Em D = 4 dimensões isso se reduz a
{\displaystyle R_{\mu \nu }-\Lambda g_{\mu \nu }=\kappa \left(T_{\mu \nu }-{\frac {1}{2}}T\,g_{\mu \nu }\right)}
Reverter o traço novamente restauraria as equações de campo de Einstein originais. A forma de traço revertido pode ser mais conveniente em alguns casos (por exemplo, quando alguém está interessado no limite de campo fraco e pode substituir gμν na expressão à direita pela métrica de Minkowski sem perda significativa de precisão).

## Constante cosmológica
Nas equações de campo de Einstein
{\displaystyle G_{\mu \nu }+\Lambda g_{\mu \nu }=\kappa T_{\mu \nu }\,}
o termo contendo a constante cosmológica Λ estava ausente da versão em que ele os publicou originalmente. Einstein então incluiu o termo com a constante cosmológica para permitir um universo que não está se expandindo ou se contraindo. Este esforço não teve sucesso porque:
- qualquer solução de estado estacionário desejada descrita por esta equação é instável, e
- observações de Edwin Hubble mostraram que nosso universo está se expandindo.

Einstein então abandonou a Λ, comentando com George Gamow "que a introdução do termo cosmológico foi o maior erro de sua vida".
A inclusão deste termo não cria inconsistências. Por muitos anos, a constante cosmológica foi quase universalmente assumida como zero. Observações astronômicas mais recentes mostraram uma expansão acelerada do universo, e para explicar isso um valor positivo de Λ é necessário. O efeito da constante cosmológica é insignificante na escala de uma galáxia ou menor.
Einstein pensou na constante cosmológica como um parâmetro independente, mas seu termo na equação de campo também pode ser movido algebricamente para o outro lado e incorporado como parte do tensor de tensão e energia:
{\displaystyle T_{\mu \nu }^{\text{(vác)}}=-{\frac {\Lambda }{\kappa }}g_{\mu \nu }\,}
Este tensor descreve um estado de vácuo com uma densidade de energia ρvác e pressão isotrópica pvác que são constantes fixas e dadas por
{\displaystyle \rho _{\text{vác}}=-p_{\text{vác}}={\frac {\Lambda }{\kappa }}}
onde se assume que Λ tem unidade SI m−2 e κ é definido como acima.
A existência de uma constante cosmológica é, portanto, equivalente à existência de uma energia de vácuo e uma pressão de sinal oposto. Isso levou os termos "constante cosmológica" e "energia de vácuo" a serem usados de forma intercambiável na relatividade geral.

## Características

### Conservação de energia e momento
A relatividade geral é consistente com a conservação local de energia e momento expressa como
{\displaystyle \nabla _{\beta }T^{\alpha \beta }={T^{\alpha \beta }}_{;\beta }=0}
Contraindo a identidade Bianchi diferencial
{\displaystyle R_{\alpha \beta [\gamma \delta ;\varepsilon ]}=0}
com gαβ dá, usando o fato de que o tensor métrico é covariantemente constante, ou seja, gαβ;γ = 0,
{\displaystyle {R^{\gamma }}_{\beta \gamma \delta ;\varepsilon }+{R^{\gamma }}_{\beta \varepsilon \gamma ;\delta }+{R^{\gamma }}_{\beta \delta \varepsilon ;\gamma }=0}
A antissimetria do tensor de Riemann permite que o segundo termo da expressão acima seja reescrito:
{\displaystyle {R^{\gamma }}_{\beta \gamma \delta ;\varepsilon }-{R^{\gamma }}_{\beta \gamma \varepsilon ;\delta }+{R^{\gamma }}_{\beta \delta \varepsilon ;\gamma }=0}
que é equivalente a
{\displaystyle R_{\beta \delta ;\varepsilon }-R_{\beta \varepsilon ;\delta }+{R^{\gamma }}_{\beta \delta \varepsilon ;\gamma }=0}
usando o definição do tensor de Ricci.
Em seguida, contraia novamente com a métrica
{\displaystyle g^{\beta \delta }\left(R_{\beta \delta ;\varepsilon }-R_{\beta \varepsilon ;\delta }+{R^{\gamma }}_{\beta \delta \varepsilon ;\gamma }\right)=0}
para obter
{\displaystyle {R^{\delta }}_{\delta ;\varepsilon }-{R^{\delta }}_{\varepsilon ;\delta }+{R^{\gamma \delta }}_{\delta \varepsilon ;\gamma }=0}
As definições do tensor de curvatura de Ricci e da curvatura escalar mostram então que
{\displaystyle R_{;\varepsilon }-2{R^{\gamma }}_{\varepsilon ;\gamma }=0}
que pode ser reescrito como
{\displaystyle \left({R^{\gamma }}_{\varepsilon }-{\tfrac {1}{2}}{g^{\gamma }}_{\varepsilon }R\right)_{;\gamma }=0}
Uma contração final com gεδ dá
{\displaystyle \left(R^{\gamma \delta }-{\tfrac {1}{2}}g^{\gamma \delta }R\right)_{;\gamma }=0}
que pela simetria do termo entre colchetes e a definição do tensor de Einstein, dá, após renomear os índices,
{\displaystyle {G^{\alpha \beta }}_{;\beta }=0}
Usando as equações de campo de Einstein, isso dá imediatamente,
{\displaystyle \nabla _{\beta }T^{\alpha \beta }={T^{\alpha \beta }}_{;\beta }=0}
que expressa a conservação local de tensão e energia. Esta lei de conservação é um requisito físico. Com suas equações de campo, Einstein garantiu que a relatividade geral é consistente com esta condição de conservação.

### Não linearidade
A não linearidade das equações de campo de Einstein distingue a relatividade geral de muitas outras teorias físicas fundamentais. Por exemplo, as equações de Maxwell do eletromagnetismo são lineares nos campos elétrico e magnético, e distribuições de carga e corrente (ou seja, a soma de duas soluções também é uma solução); outro exemplo é a equação de Schrödinger da mecânica quântica, que é linear na função de onda.

### Princípio da correspondência
As equações de campo de Einstein reduzem-se à lei da gravidade de Newton usando tanto a aproximação de campo fraco quanto a aproximação de baixa velocidade. A constante G que aparece nas equações de campo de Einstein é determinada fazendo essas duas aproximações.
A gravitação newtoniana pode ser escrita como a teoria de um campo escalar, {\displaystyle \Phi }, que é o potencial gravitacional em joules por quilograma do campo gravitacional {\displaystyle g=-\nabla \Phi }, veja a lei de Gauss para a gravidade
{\displaystyle \nabla ^{2}\Phi \left({\vec {x}},t\right)=4\pi G\rho \left({\vec {x}},t\right)}
onde ρ é a densidade de massa. A órbita de uma partícula em queda livre satisfaz
{\displaystyle {\ddot {\vec {x}}}(t)={\vec {g}}=-\nabla \Phi \left({\vec {x}}(t),t\right)\,}
Na notação tensorial, estes se tornam
{\displaystyle {\begin{aligned}\Phi _{,ii}&=4\pi G\rho \\{\frac {d^{2}x^{i}}{dt^{2}}}&=-\Phi _{,i}\,\end{aligned}}}
Na relatividade geral, essas equações são substituídas pelas equações de campo de Einstein na forma de traço invertido
{\displaystyle R_{\mu \nu }=K\left(T_{\mu \nu }-{\tfrac {1}{2}}Tg_{\mu \nu }\right)}
para alguma constante, K, e a equação geodésica
{\displaystyle {\frac {d^{2}x^{\alpha }}{d\tau ^{2}}}=-\Gamma _{\beta \gamma }^{\alpha }{\frac {dx^{\beta }}{d\tau }}{\frac {dx^{\gamma }}{d\tau }}\,}
Para ver como o último se reduz ao primeiro, assumimos que a velocidade da partícula de teste é aproximadamente zero
{\displaystyle {\frac {dx^{\beta }}{d\tau }}\approx \left({\frac {dt}{d\tau }},0,0,0\right)}
e, portanto,
{\displaystyle {\frac {d}{dt}}\left({\frac {dt}{d\tau }}\right)\approx 0}
e que a métrica e suas derivadas são aproximadamente estáticas e que os quadrados dos desvios da métrica de Minkowski são desprezíveis. A aplicação dessas suposições simplificadoras aos componentes espaciais da equação geodésica fornece
{\displaystyle {\frac {d^{2}x^{i}}{dt^{2}}}\approx -\Gamma _{00}^{i}}
onde dois fatores de ⁠⁠dt/dτ⁠ foram divididos. Isso será reduzido à sua contraparte newtoniana, desde que
{\displaystyle \Phi _{,i}\approx \Gamma _{00}^{i}={\tfrac {1}{2}}g^{i\alpha }\left(g_{\alpha 0,0}+g_{0\alpha ,0}-g_{00,\alpha }\right)\,}
Nossas suposições forçam α = i e as derivadas de tempo (0) a serem zero. Então isso simplifica para
{\displaystyle 2\Phi _{,i}\approx g^{ij}\left(-g_{00,j}\right)\approx -g_{00,i}}
que é satisfeito deixando
{\displaystyle g_{00}\approx -c^{2}-2\Phi \,}
Voltando-se para as equações de Einstein, precisamos apenas do componente de tempo e tempo
{\displaystyle R_{00}=K\left(T_{00}-{\tfrac {1}{2}}Tg_{00}\right)}
as suposições de baixa velocidade e campo estático implicam que
{\displaystyle T_{\mu \nu }\approx \operatorname {diag} \left(T_{00},0,0,0\right)\approx \operatorname {diag} \left(\rho c^{4},0,0,0\right)\,}
Então
{\displaystyle T=g^{\alpha \beta }T_{\alpha \beta }\approx g^{00}T_{00}\approx -{\frac {1}{c^{2}}}\rho c^{4}=-\rho c^{2}}
e assim
{\displaystyle K\left(T_{00}-{\tfrac {1}{2}}Tg_{00}\right)\approx K\left(\rho c^{4}-{\tfrac {1}{2}}\left(-\rho c^{2}\right)\left(-c^{2}\right)\right)={\tfrac {1}{2}}K\rho c^{4}\,}
Da definição do tensor de Ricci
{\displaystyle R_{00}=\Gamma _{00,\rho }^{\rho }-\Gamma _{\rho 0,0}^{\rho }+\Gamma _{\rho \lambda }^{\rho }\Gamma _{00}^{\lambda }-\Gamma _{0\lambda }^{\rho }\Gamma _{\rho 0}^{\lambda }}
Nossas suposições simplificadoras fazem com que os quadrados de Γ desapareçam junto com as derivadas temporais
{\displaystyle R_{00}\approx \Gamma _{00,i}^{i}\,}
Combinando as equações acima juntas
{\displaystyle \Phi _{,ii}\approx \Gamma _{00,i}^{i}\approx R_{00}=K\left(T_{00}-{\tfrac {1}{2}}Tg_{00}\right)\approx {\tfrac {1}{2}}K\rho c^{4}}
que se reduz à equação de campo newtoniana fornecida
{\displaystyle {\tfrac {1}{2}}K\rho c^{4}=4\pi G\rho \,}
que ocorrerá se
{\displaystyle K={\frac {8\pi G}{c^{4}}}\,}

## Equações de campo de vácuo

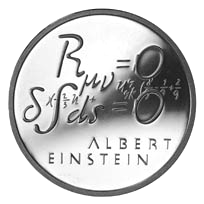
Uma moeda comemorativa suíça de 1979, mostrando as equações de campo de vácuo com constante cosmológica zero (topo).

Se o tensor de energia e momento Tμν for zero na região em consideração, então as equações de campo também são chamadas de equações de campo de vácuo. Ao definir Tμν = 0 nas equações de campo de traço reverso, as equações de campo de vácuo, também conhecidas como "equações de vácuo de Einstein" (EVE), podem ser escritas como
{\displaystyle R_{\mu \nu }=0\,}
No caso de constante cosmológica diferente de zero, as equações são
{\displaystyle R_{\mu \nu }={\frac {\Lambda }{{\frac {D}{2}}-1}}g_{\mu \nu }\,}
As soluções para as equações do campo de vácuo são chamadas de soluções de vácuo. O espaço de Minkowski plano é o exemplo mais simples de uma solução de vácuo. Exemplos que não são triviais incluem a solução de Schwarzschild e a solução de Kerr.
Variedades com um tensor de Ricci nulo, Rμν = 0, são chamadas de variedades de Ricci-planas e variedades com um tensor de Ricci proporcional à métrica, de variedades de Einstein.

## Equações de Einstein e Maxwell
Se o tensor de energia e momento Tμν for o de um campo eletromagnético no espaço livre, ou seja, se o tensor eletromagnético de tensão e energia
{\displaystyle T^{\alpha \beta }=\,-{\frac {1}{\mu _{0}}}\left({F^{\alpha }}^{\psi }{F_{\psi }}^{\beta }+{\tfrac {1}{4}}g^{\alpha \beta }F_{\psi \tau }F^{\psi \tau }\right)}
é usado, então as equações de campo de Einstein são chamadas de equações de Einstein e Maxwell (com constante cosmológica Λ, considerada zero na teoria da relatividade convencional):
{\displaystyle G^{\alpha \beta }+\Lambda g^{\alpha \beta }={\frac {\kappa }{\mu _{0}}}\left({F^{\alpha }}^{\psi }{F_{\psi }}^{\beta }+{\tfrac {1}{4}}g^{\alpha \beta }F_{\psi \tau }F^{\psi \tau }\right)}
Além disso, as equações covariantes de Maxwell também são aplicáveis no espaço livre:
{\displaystyle {\begin{aligned}{F^{\alpha \beta }}_{;\beta }&=0\\F_{[\alpha \beta ;\gamma ]}&={\tfrac {1}{3}}\left(F_{\alpha \beta ;\gamma }+F_{\beta \gamma ;\alpha }+F_{\gamma \alpha ;\beta }\right)={\tfrac {1}{3}}\left(F_{\alpha \beta ,\gamma }+F_{\beta \gamma ,\alpha }+F_{\gamma \alpha ,\beta }\right)=0\end{aligned}}}
onde o ponto e vírgula representa uma derivada covariante, e os colchetes denotam antissimetrização. A primeira equação afirma que a 4-divergência da 2-forma F é zero, e a segunda que sua derivada exterior é zero. A partir desta última, segue-se pelo lema de Poincaré que em um gráfico de coordenadas é possível introduzir um potencial de campo eletromagnético Aα tal que
{\displaystyle F_{\alpha \beta }=A_{\alpha ;\beta }-A_{\beta ;\alpha }=A_{\alpha ,\beta }-A_{\beta ,\alpha }}
em que a vírgula denota uma derivada parcial. Isso é frequentemente tomado como equivalente à equação covariante de Maxwell da qual é derivada. No entanto, existem soluções globais da equação que podem não ter um potencial definido globalmente.

## Soluções
As soluções das equações de campo de Einstein são métricas do espaço-tempo. Essas métricas descrevem a estrutura do espaço-tempo, incluindo o movimento inercial de objetos no espaço-tempo. Como as equações de campo não são lineares, elas nem sempre podem ser completamente resolvidas (ou seja, sem fazer aproximações). Por exemplo, não há solução completa conhecida para um espaço-tempo com dois corpos massivos nele (que é um modelo teórico de um sistema estelar binário, por exemplo). No entanto, aproximações são geralmente feitas nesses casos. Elas são comumente chamadas de aproximações pós-newtonianas. Mesmo assim, há vários casos em que as equações de campo foram resolvidas completamente, e essas são chamadas de soluções exatas.
O estudo de soluções exatas das equações de campo de Einstein é uma das atividades da cosmologia. Ele leva à previsão de buracos negros e a diferentes modelos de evolução do universo.
Também é possível descobrir novas soluções das equações de campo de Einstein por meio do método de quadros ortonormais, como pioneiro de Ellis e MacCallum. Nessa abordagem, as equações de campo de Einstein são reduzidas a um conjunto de equações diferenciais ordinárias, que não são lineares e acopladas. Conforme discutido por Hsu e Wainwright, soluções autossimilares para as equações de campo de Einstein são pontos fixos do sistema dinâmico resultante. Novas soluções foram descobertas usando esses métodos por LeBlanc e Kohli e Haslam.

## Equações de campo de Einstein linearizadas
A não linearidade das equações de campo de Einstein dificulta encontrar soluções exatas. Uma maneira de resolver as equações de campo é fazer uma aproximação, ou seja, que longe da(s) fonte(s) de matéria gravitacional, o campo gravitacional é muito fraco e o espaço-tempo se aproxima do espaço de Minkowski. A métrica é então escrita como a soma da métrica de Minkowski e um termo que representa o desvio da métrica verdadeira da métrica de Minkowski, ignorando termos de maior potência. Este procedimento de linearização pode ser usado para investigar os fenômenos da radiação gravitacional.

## Forma polinomial
Apesar das equações de campo de Einstein escritas conterem o inverso do tensor métrico, elas podem ser arranjadas em uma forma que contém o tensor métrico em forma polinomial e sem seu inverso. Primeiro, o determinante da métrica em 4 dimensões pode ser escrito
{\displaystyle \det(g)={\tfrac {1}{24}}\varepsilon ^{\alpha \beta \gamma \delta }\varepsilon ^{\kappa \lambda \mu \nu }g_{\alpha \kappa }g_{\beta \lambda }g_{\gamma \mu }g_{\delta \nu }}
usando o símbolo de Levi-Civita; e o inverso da métrica em 4 dimensões pode ser escrito como
{\displaystyle g^{\alpha \kappa }={\frac {{\tfrac {1}{6}}\varepsilon ^{\alpha \beta \gamma \delta }\varepsilon ^{\kappa \lambda \mu \nu }g_{\beta \lambda }g_{\gamma \mu }g_{\delta \nu }}{\det(g)}}\,}
Substituindo esta expressão do inverso da métrica nas equações e então multiplicando ambos os lados por uma potência adequada de det(g) para eliminá-la do denominador resulta em equações polinomiais no tensor métrico e suas primeira e segunda derivadas. A ação de Einstein e Hilbert da qual as equações são derivadas também pode ser escrita na forma polinomial por redefinições adequadas dos campos.